# كمال الزغلي
كمال الزغلي (بالفرنسية: Kamel Zeghli)‏ هو لاعب كرة قدم جزائري ، ولد يوم 20 أغسطس 1993 في بجاية في الجزائر. يلعب في فريق شبيبة بجاية. 

## روابط خارجية
- كمال الزغلي على موقع قاعدة بيانات كرة القدم.إي يو (الإنجليزية)
- كمال الزغلي على موقع Soccerway.com (الإنجليزية)